# Vaktelbär
Vaktelbär (Gaultheria shallon) är en buske i familjen ljungväxter, hemmahörande i västra Nordamerika. Bladen är läderartade och bären går att äta.
Arten upptäcktes för den västerländska vetenskapen under Lewis och Clarks expedition. Artepitet är en variation av namnet för växten i språket Chinook.